# Liste von Römermuseen
Römermuseum nennt man ein Museum, das sich als Antikenmuseum speziell auf die Ausstellung und Pflege der Exponate zur Römischen Landnahme und Besiedelung spezialisiert hat.

## Liste von Römermuseen
Mitaufgenommen sind hier auch einige wichtige allgemeine historische, archäologische oder Kunstmuseen mit bedeutenden römischen Abteilungen.

### Deutschland
| Institution                                      | Ort                      | Bundesland          | Leitexponate und Anmerkungen | in situ |
| ------------------------------------------------ | ------------------------ | ------------------- | --- | ------- |
| Archäologischer Park Cambodunum                  | Kempten (Allgäu)         | Bayern              | Cambodunum | S       |
| Clemens-Sels-Museum                              | Neuss                    | Nordrhein-Westfalen | Funde aus Novaesium |         |
| Dominikanermuseum Rottweil                       | Rottweil                 | Baden-Württemberg   | Zweigmuseum des Archäologischen Landesmuseums Baden-Württemberg, Modelle und Rekonstruktionen römischer Kastelle und der Siedlung municipium Arae flaviae, Orpheus-Mosaik                                                                        | M, S    |
| Europäischer Kulturpark Bliesbruck-Reinheim      | Bliesbruck/Reinheim      | Saarland            | Längsaxiale Palastvilla mit rekonstruierten Nebengebäuden und Vicus mit Thermen, mehrere Museumsbauten mit unterschiedlichen Schwerpunkten | S       |
| Gäubodenmuseum Straubing                         | Straubing                | Bayern              | Funde aus dem römischen Sorviodurum, ein bedeutender Militärort an der raetischen Donaugrenze. Glanzstück der Ausstellung ist der römische Schatzfund.                                                                                           | M       |
| Kelten-Römer-Museum                              | Manching                 | Bayern              | Zweigmuseum der Archäologischen Staatssammlung München, zwei 15 Meter lange römische Militärschiffe |         |
| Limesmuseum Aalen                                | Aalen                    | Baden-Württemberg   | Kastell Aalen und Funde vom Obergermanisch-Raetischen Limes (UNESCO-Weltkulturerbe) | M       |
| Limeseum Ruffenhofen                             | Wittelshofen             | Bayern              | Kastell Ruffenhofen im Römerpark Ruffenhofen (UNESCO-Weltkulturerbe), Helmblech des Soldaten December | M, S    |
| LVR-RömerMuseum Xanten                           | Xanten                   | Nordrhein-Westfalen | |         |
| LWL-Römermuseum                                  | Haltern am See           | Nordrhein-Westfalen | Römerlager Haltern | M       |
| Museum der Stadt Butzbach                        | Butzbach                 | Hessen              | Kastell Butzbach |         |
| Museum Quintana – Archäologie in Künzing         | Künzing                  | Bayern              | Funde aus dem römischen Kastell Quintana |         |
| Museum Schloss Fechenbach                        | Dieburg                  | Hessen              | Funde aus dem civitas-Hauptort Dieburg | Z       |
| Museumszentrum Burg Linn                         | Krefeld                  | Nordrhein-Westfalen | Funde aus Gelduba |         |
| Museum und Park Kalkriese                        | Bramsche                 | Niedersachsen       | Fundregion Kalkriese | M       |
| Pompejanum                                       | Aschaffenburg            | Bayern              | Nachbau einer römischen Villa aus Pompeji mit Mosaikfußboden und römischen Artefakten aus den Beständen der Staatlichen Antikensammlungen und der Glyptothek.                                                                                    | N       |
| Regionalmuseum Römervilla                        | Grenzach                 | Baden-Württemberg   | Villa urbana | S       |
| Rheinisches Landesmuseum Trier                   | Trier                    | Rheinland-Pfalz     | Funde aus Augusta Treverorum, Stadtmodell |         |
| Römerhalle (Bad Kreuznach)                       | Bad Kreuznach            | Rheinland-Pfalz     | Römische Palastvilla | S       |
| Römerhaus Walheim                                | Walheim                  | Baden-Württemberg   | Zweigmuseum des Archäologischen Landesmuseums Baden-Württemberg, in seinen Grundmauern vollständig erhaltenes römisches Streifenhaus | M, S    |
| Römermuseum Bedaium                              | Seebruck                 | Bayern              | Römische Siedlung Bedaium | S       |
| Römermuseum Güglingen                            | Güglingen                | Baden-Württemberg   | |         |
| Römermuseum in der Schule Rißtissen              | Ehingen                  | Baden-Württemberg   | Funde aus dem Kastell Rißtissen |         |
| Römermuseum Kastell Boiotro                      | Passau                   | Bayern              | Kastell Boiotro | M       |
| Römermuseum Mainhardt                            | Schwäbisch Hall          | Baden-Württemberg   | |         |
| Römermuseum Mengen-Ennetach                      | Mengen                   | Baden-Württemberg   | Kastell Ennetach das Museum ist seit Ende 2015 geschlossen | M       |
| Römermuseum Grabenstätt                          | Grabenstätt              | Bayern              | Militärdiplom von Geiselprechting ehemalige Privatsammlung Multerer heute gemeindlich |         |
| Römermuseum Obernburg                            | Obernburg am Main        | Bayern              | Funde aus dem Kastell Obernburg |         |
| Römermuseum Osterburken                          | Osterburken              | Baden-Württemberg   | Zweigmuseum des Archäologischen Landesmuseums Baden-Württemberg und überregionales Limes-Informationszentrum; Funde des benachbarten Kastells Osterburken, Konservierte Thermenanlage unter Schutzbau, Rekonstruierter Benefiziarier-Weihebezirk |         |
| Römermuseum Pachten                              | Dillingen Saar           | Saarland            | Funde aus dem Vicus Contiomagus und dem spätantiken Kastells sowie der Umgebung | M, S    |
| Römermuseum Schwarzenacker                       | Homburg-Schwarzenacker   | Saarland            | ein Vicus | S       |
| Römermuseum Stettfeld                            | Ubstadt-Weiher           | Baden-Württemberg   | Vicus Stettfeld samt zugehörigem Gräberfeld und nahegelegener Großtöpferei und -ziegelei; Abteilung zur Vorgeschichte des Stettfelder Raumes |         |
| Römermuseum “Villa urbana”                       | Heitersheim              | Baden-Württemberg   | Villa urbana | S       |
| Römermuseum Weißenburg                           | Weißenburg               | Bayern              | Kastell Weißenburg, Biriciana |         |
| Römervilla von Bad Neuenahr-Ahrweiler            | Bad Neuenahr-Ahrweiler   | Rheinland-Pfalz     | Römische Villa | S       |
| Römische Villa Borg                              | Borg (Saargau)           | Saarland            | Villa Rustica | S       |
| Römisches Museum Augsburg                        | Augsburg                 | Bayern              | Funde aus Augusta Vindelicorum |         |
| Römisches Museum Haus Bürgel                     | Monheim am Rhein         | Nordrhein-Westfalen | Ehemaliges Römerkastell |         |
| Römisches Museum Kempten                         | Kempten (Allgäu)         | Bayern              | Funde aus Cambodunum | S       |
| Römisches Museum mit Archäologischem Park Köngen | Köngen                   | Baden-Württemberg   | Kastell Köngen | M       |
| Römisch-Germanisches Museum                      | Köln                     | Nordrhein-Westfalen | Dionysosmosaik | S       |
| Römisch-Germanisches Zentralmuseum               | Mainz                    | Rheinland-Pfalz     | | M       |
| Saalburgmuseum                                   | Bad Homburg vor der Höhe | Hessen              | Kastell Saalburg | M       |
| Sumelocenna – Römisches Stadtmuseum              | Rottenburg am Neckar     | Baden-Württemberg   | Sumelocenna | S       |
| Terra-Sigillata-Museum                           | Rheinzabern              | Rheinland-Pfalz     | Terra Sigillata-Ware |         |
| Wetterau-Museum                                  | Friedberg                | Hessen              | Funde aus der Wetterau, u. a. Kastell Kapersburg | M       |

### Andere Länder
| Institution                                           | Ort                                         | Land                   | Leitexponate und Anmerkungen                                                                                | in situ |
| ----------------------------------------------------- | ------------------------------------------- | ---------------------- | --- | ------- |
| Arbeia Roman Fort and Museum                          | South Shields                               | Vereinigtes Königreich | Hadrianswall bei Arbeia                                                                                     | M       |
| Archäologiepark Carnuntum / Museum Carnuntinum        | Petronell-Carnuntum / Bad Deutsch-Altenburg | Österreich             | Carnuntum (Militärlager) / Carnuntum (Zivilstadt)                                                           | M       |
| Archäologisches Museum Girolamo Rossi                 | Ventimiglia                                 | Italien                | Funde aus Albintimilium                                                                                     |         |
| Canterbury Roman Museum                               | Canterbury                                  | Vereinigtes Königreich | Durovernum Cantiacorum: Mosaiken, virtuelle Rekonstruktionen                                                | S       |
| Chesterholm Museum Vindolanda                         | Hexham                                      | Vereinigtes Königreich | Vindolanda                                                                                                  |         |
| Chesters Fort and Museum                              | Hexham-Humshaugh                            | Vereinigtes Königreich | Clayton Collection, Hadrianswall bei Cilurnum                                                               | M       |
| Fishbourne Roman Palace                               | Fishbourne                                  | Vereinigtes Königreich | Villa Regis Cogidubni                                                                                       | S       |
| Gallorömisches Museum Tongern                         | Tongern                                     | Belgien                | |         |
| Guildhall Art Gallery and Roman London’s Amphitheatre | London                                      | Vereinigtes Königreich | Amphitheater von Londinium                                                                                  | S       |
| Housesteads Roman Fort and Museum                     | Haydon Bridge                               | Vereinigtes Königreich | Hadrianswall bei Vercovicium                                                                                | M       |
| Italica                                               | Sevilla                                     | Spanien                | Amphitheater                                                                                                | S       |
| Jewry Wall Museum                                     | Leicester                                   | Vereinigtes Königreich | Jewry Wall                                                                                                  | S       |
| Legionärspfad Vindonissa                              | Windisch                                    | Schweiz                | Stationenweg von den Contubernia zum Amphitheater von Vindonissa                                            | M, S    |
| Musée départemental Arles antique                     | Arles                                       | Frankreich             | Sammlung spätrömischer Sarkophage                                                                           |         |
| Musei di Antichità Classiche                          | Rom                                         | Vatikanstadt           | Bestandteil der Vatikanischen Museen (UNESCO-Weltkulturerbe)                                                |         |
| Museo archeologico di Firenze, Römische Sammlung      | Florenz                                     | Italien                | Idolino Pesaro, Torso di Livorno, Minerva des Arezzo                                                        |         |
| Museo della Civiltà Romana                            | Rom                                         | Italien                | Italo Gismondis Modell von Rom                                                                              |         |
| Museu monogràfic de Poŀlèntia                         | Alcúdia                                     | Spanien                | zeigt Fundstücke der Ausgrabungen in der altrömischen Stadt Pollentia                                       |         |
| Museo Nacional de Arte Romano (MNAR)                  | Mérida                                      | Spanien                | |         |
| Museo Nazionale Romano                                | Rom                                         | Italien                | 5 Standorte: Palazzo Massimo alle Terme, Aula Ottagona, Palazzo Altemps, Terme di Diocleziano, Crypta Balbi | S       |
| Museo Romano Astorga                                  | Astorga                                     | Spanien                | |         |
| Museo Romano Brescia                                  | Brescia                                     | Italien                | |         |
| Museum Het Valkhof                                    | Nijmegen                                    | Niederlande            | Funde aus Ulpia Noviomagus Batavorum und vom Hunnerberg                                                     |         |
| Museum Lauriacum                                      | Enns                                        | Österreich             | Römische Funde aus Lauriacum und Umgebung                                                                   |         |
| Museumskeller im Hotel Derlon                         | Maastricht                                  | Niederlande            | Römische Funde aus der Umgebung                                                                             | S       |
| Museu Nacional Arquelógic de Tarragona                | Tarragona                                   | Spanien                | Tarraco | S       |
| Nationalmuseum von Bardo, Römische Abteilung          | Tunis                                       | Tunesien               | weltweit bedeutendste Sammlung römischer Mosaiken                                                           |         |
| National Roman Legion Museum                          | Caerleon                                    | Vereinigtes Königreich | Amphitheater von Isca Augusta                                                                               | M       |
| Rijksmuseum van Oudheden                              | Leiden                                      | Niederlande            | Nationalmuseum der Niederlande mit umfangreicher Sammlung römischer Funde                                   |         |
| Roman Baths Museum                                    | Bath                                        | Vereinigtes Königreich | Aquae Sulis                                                                                                 | S       |
| Römermuseum am Hohen Markt                            | Wien-Innere Stadt                           | Österreich             | Rekonstruktion von Vindobona, Außenstelle des Wien Museum                                                   |         |
| Römermuseum Augst                                     | Augst                                       | Schweiz                | Augusta Raurica, Silberschatz von Kaiseraugst                                                               | S       |
| Römermuseum Bad Waltersdorf                           | Bad Waltersdorf                             | Österreich             | kleine Römersteinsammlung                                                                                   |         |
| Römermuseum Favianis – St. Severin                    | Mautern an der Donau                        | Österreich             | Fokus auf Spätantike (Hl. Severin/Favianis)                                                                 |         |
| Römermuseum im Marc-Aurel-Park                        | Tulln an der Donau                          | Österreich             | Fokus auf Spätantike (Hl. Severin/Favianis)                                                                 |         |
| Römermuseum Teurnia                                   | Lendorf/St. Peter in Holz                   | Österreich             | Teurnia, Außenstelle des Landesmuseums Kärnten                                                              | S       |
| Römermuseum Wallsee-Sindelburg                        | Wallsee-Sindelburg                          | Österreich             | Funde aus dem Kastell Wallsee und Umgebung, sowie dem Burgus Sommerau                                       |         |
| Segedunum Roman Fort, Baths and Museum                | Wallsend                                    | Vereinigtes Königreich | Hadrianswall bei Segedunum                                                                                  | M       |
| Tempelmuseum                                          | Frauenberg                                  | Österreich             | Flavia Solva                                                                                                | S       |
| Thermenmuseum Heerlen                                 | Heerlen                                     | Niederlande            | Besterhaltene Thermen der Niederlande; Funde aus Coriovallum                                                | S       |
| Verulamium Museum                                     | St Albans                                   | Vereinigtes Königreich | Teatrum und Hypokaustum von Verulamium                                                                      | S       |
| Vindonissa-Museum                                     | Brugg                                       | Schweiz                | Vindonissa                                                                                                  | S       |

Letzte Spalte: Freilichtmuseen und Exponate in situ: M = Militäranlage, S = zivile Siedlung, Z = Sonstiges; ohne Eintrag = reine Artefaktsammlungen